# Севен-Лейкс (Північна Кароліна)
Севен-Лейкс (англ. Seven Lakes) — переписна місцевість (CDP) в США, в окрузі Мур штату Північна Кароліна. Населення — 4900 осіб (2020).

## Географія
Севен-Лейкс розташований за координатами 35°15′53″ пн. ш. 79°35′12″ зх. д. / 35.26472° пн. ш. 79.58667° зх. д. (35.264790, -79.586581).  За даними Бюро перепису населення США в 2010 році переписна місцевість мала площу 26,03 км², з яких 21,72 км² — суходіл та 4,31 км² — водойми.

## Демографія
Згідно з переписом 2010 року, у переписній місцевості мешкало 4888 осіб у 2089 домогосподарствах у складі 1667 родин. Густота населення становила 188 осіб/км².  Було 2352 помешкання (90/км²).
Расовий склад населення:
| - 94,4 % — білих - 3,0 % — чорних або афроамериканців - 0,7 % — азіатів - 0,2 % — корінних американців |

До двох чи більше рас належало 1,0 %. Частка іспаномовних становила 2,0 % від усіх жителів.
За віковим діапазоном населення розподілялося таким чином: 18,4 % — особи молодші 18 років, 49,2 % — особи у віці 18—64 років, 32,4 % — особи у віці 65 років та старші. Медіана віку мешканця становила 54,4 року. На 100 осіб жіночої статі у переписній місцевості припадало 92,2 чоловіків;  на 100 жінок у віці від 18 років та старших — 89,9 чоловіків також старших 18 років.
Середній дохід на одне домашнє господарство  становив 84 413 долари США (медіана — 63 441), а середній дохід на одну сім'ю — 96 499 доларів (медіана — 76 422). Медіана доходів становила 52 957 доларів для чоловіків та 46 220 доларів для жінок. За межею бідності перебувало 5,5 % осіб, у тому числі 5,7 % дітей у віці до 18 років та 1,4 % осіб у віці 65 років та старших.
Цивільне працевлаштоване населення становило 1960 осіб. Основні галузі зайнятості: освіта, охорона здоров'я та соціальна допомога — 50,8 %, виробництво — 7,7 %, мистецтво, розваги та відпочинок — 7,0 %, транспорт — 6,8 %.